# Lukáš Krpálek
Lukáš Krpálek (n. 15 noiembrie 1990, Jihlava, Republica Cehă și Slovacă, Cehoslovacia) este un judocan ce a reprezentat Cehia, medaliat olimpic. A participat la 4 ediții ale Jocurilor Olimpice (2012, 2016, 2020, 2024) în care a câștigat două medalii de aur.